# 王室大厩舎・王宮付楽団
王室大厩舎・王宮付楽団（おうしつだいきゅうしゃ・おうきゅうつきがくだん）またはラ・グランド・エキュリ・エ・ラ・シャンブル・デュ・ロワ（仏：La Grande Ecurie et La Chambre du Roy）は、フランスの古楽器オーケストラである。1966年にジャン＝クロード・マルゴワールにより設立。以来マルゴワールの指揮でバロック音楽の知られざる歌劇などを積極的に取り上げており、レパートリーはモーツァルトまで及ぶ。
主なレコーディングとして、ヴィヴァルディの歌劇やヘンデルのオラトリオ、モーツァルト「レクイエム」（ジュスマイヤー版、リオ・デ・ジャネイロ版）や歌劇などがある。